# Копролалия
Копролалия (на латински: coprolalia; на гръцки: κόπρος – кал, изпражнения и на гръцки: λαλία – реч) представлява неволно псуване или неволни произнасяния на мръсни думи или социално неподходящи и обидни коментари.
Копролалията е болезнено, понякога непреодолимо импулсивно влечение към цинична и нецензурна реч без всякакъв повод. Особено ясно изразено при синдрома на Турет, въпреки че се наблюдава и при други заболявания – шизофрения, прогресивен паралич при заболяване от сифилис, по-рядко – маниакални състояния.
Свързани термини са копропраксията, означаваща неволни мръсни жестове, копрография, свързана с нецензурни текстове и рисунки.